# Hunter Stieber
Hunter Stieber (ur. 30 lipca 1992) – amerykański zapaśnik w stylu wolnym. Złoty medalista mistrzostw panamerykańskich w 2014 roku. Zawodnik Ohio State University.